# Liz J. Patterson
Elizabeth Johnston Patterson, née le 18 novembre 1939 à Columbia (États-Unis) et morte le 10 novembre 2018 à Spartanburg (États-Unis) , est une femme politique américaine. 

## Carrière
Membre du Parti démocrate, elle est députée à la Chambre des représentants des États-Unis pour le quatrième district congressionnel de Caroline du Sud à trois reprises, entre 1987 et 1993. Candidate à un quatrième mandat en 1992, elle est battue par l'avocat Bob Inglis, inconnu du monde politique jusque-là. Le 8 novembre 1994, elle échoue de nouveau à se faire élire, cette fois-ci au poste de lieutenant-gouverneur de Caroline du Sud face au républicain Bob Peeler (en).
Elle est la fille de Olin D. Johnston (en), gouverneur de Caroline du Sud et sénateur des États-Unis de 1945 à 1965.